# Physella
Physella – rodzaj słodkowodnych ślimaków płucodysznych z rodziny rozdętkowatych (Physidae), utworzony w 1843 roku przez Haldemana. Gatunkiem typowym jest Physa globosa. Na podstawie różnic w anatomicznej budowie płaszcza F.C. Baker w 1928 roku przeniósł wszystkie północnoamerykańskie gatunki rozdętek do Physella, oddzielając je w ten sposób od gatunków europejskich zgrupowanych wówczas w rodzaju Physa. Bazując na anatomii narządów rozrodczych oraz cechach muszli i kolumienki, Haldeman podzielił rodzaj na dwa podrodzaje: Physella i Physodon. Kolejni badacze proponowali dalsze podziały i zmiany w klasyfikacji. Łącznie do Physella zaliczono ponad 30 taksonów, ale wśród malakologów nie ma co do tego zgodności. Gatunki znane z Ameryki Północnej stwierdzano w Europie i odwrotnie, europejskie odkrywano na kontynencie amerykańskim. Badania przeprowadzone do 2007 roku nie rozstrzygnęły jednoznacznie kwestii zasadności wyodrębniania rodzaju Physella. W literaturze północnoamerykańskiej dominuje pogląd, że zaliczane tu gatunki powinny pozostać w rodzaju Physa.

## Podział systematyczny
Do rodzaju Physella zaliczane są następujące współczesne gatunki:

- Physella acuta (Draparnaud, 1805) – rozdętka zaostrzona
- Physella ashmuni (D.W. Taylor, 2003)
- Physella carolinae (Wethington, J. Wise & Dillon, 2009)
- Physella columbiana (Hemphill, 1890)
- Physella costata (Newcomb, 1861)
- Physella elegans (Clench & Aguayo, 1932)
- Physella gyrina (Say, 1821)
- Physella hemphilli D.W. Taylor, 2003
- Physella hendersoni (Clench, 1925)
- Physella hordacea (I. Lea, 1864)
- Physella jamaicensis (C.B. Adams, 1851)
- Physella johnsoni (Clench, 1926)
- Physella lacustris (Clessin, 1886)
- Physella laphami F.C. Baker, 1928
- Physella latchfordi F.C. Baker, 1928
- Physella lordi (Baird, 1863)
- Physella moreleti (D.W. Taylor, 2003)
- Physella natricina (D.W. Taylor, 1988)
- Physella osculans (Haldeman, 1841)
- Physella patzcuarensis (Pilsbry, 1891)
- Physella pomilia (Conrad, 1834)
- Physella porteri (Germain, 1913)
- Physella solidissima (Pilsbry, 1920)
- Physella sonomae (D.W. Taylor, 2003)
- Physella spelunca (R.D. Turner & Clench, 1974)
- Physella venustula (A. Gould, 1847)
- Physella vinosa (A. Gould, 1847)
- Physella zionis (Pilsbry, 1926)
- Physella zomos (J.L. Baily & R.I. Baily, 1952)

oraz gatunki wymarłe, znane tylko ze szczątków kopalnych:
- Physella bridgerensis (Meek, 1873) †
- Physella harpa (D.W. Taylor, 1981) †
- Physella humboldtiana (D.W. Taylor, 1981) †
- Physella olive Pierce, 2014 †
- Physella pleromatis (C.A. White, 1877) †
- Physella taylori (Naranjo-García & Aguillón, 2019) †
- Physella wattsi (Arnold, 1909) †